# British Comedy Awards 2003

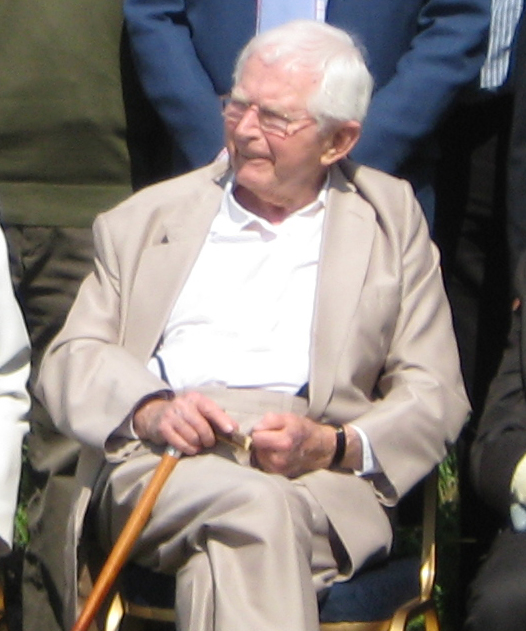
David Croft, nagroda za całokształt twórczości

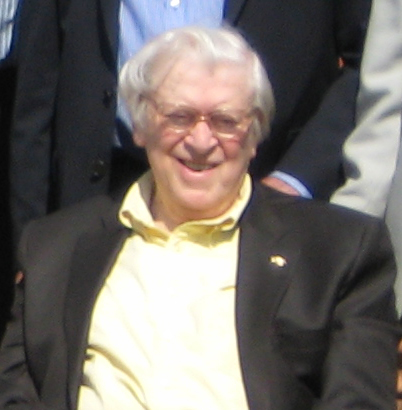
Jimmy Perry, nagroda za całokształt twórczości

British Comedy Awards 2003 – czternasta edycja nagród British Comedy Awards (BCA), zorganizowana w grudniu 2003 roku. Ceremonię rozdania prowadził tradycyjnie Jonathan Ross. Swoją trzecią w karierze nagrodę BCA otrzymał Steve Coogan, który został uznany za najlepszego telewizyjnego aktora komediowego. Główną kobiecą nagrodę aktorską otrzymała Ronni Ancona i był to pierwszy w historii BCA przypadek, kiedy nagroda w tej kategorii powędrowała do artystki znanej głównie jako parodystka. 

## Lista laureatów
- Najlepszy telewizyjny aktor komediowy: Steve Coogan
- Najlepsza telewizyjna aktorka komediowa: Ronni Ancona
- Najlepsza osobowość komediowa-rozrywkowa: duet Ant & Dec, czyli Anthony McPartlin i Declan Donnelly
- Najlepszy program komediowo-rozrywkowy: Friday Night with Jonathan Ross
- Najlepszy debiut komediowy: David Walliams
- Najlepsza nowa komedia telewizyjna: My New Best Friend
- Najlepsza komedia telewizyjna: Każdy z każdym
- Najlepszy telewizyjny komediodramat: Cold Feet
- Najlepszy zagraniczny serial komediowy: Zwariowany świat Malcolma
- Najlepsza komedia filmowa: Dziewczyny z kalendarza
- Nagroda publiczności: Ant & Dec's Saturday Night Takeaway
- Nagroda za całokształt twórczości:
  - Jimmy Perry i David Croft
  - Lenny Henry
- Scenarzysta roku: Mike Bullen